# Линда Хънт
Линда Хънт (на английски: Linda Hunt) е американска актриса. 

## Биография
Линда Хънт е родена на 2 април 1945 година в Мористаун, Ню Джърси. Баща й Реймънд Дейви Хънт (1902–1985) е вицепрезидент на „Harper Fuel Oil“. Майка й Елси Доинг Хънт (1903 – ок. 1994) е учителка по пиано, която преподава в музикалното училище Уестпорт и е свирила с Конгрегационалния църковен хор „Saugatuck“ в Уестпорт, Кънектикът, градът в който Линда Хънт ще бъде отгледана.  Тя има по-голяма сестра на име Марсия (родена през 1940 г.).  Хънт посещава Академията на изкуствата в Интерлохен  и завършва училището по драма „Гудман“ в Института по изкуствата в Чикаго. 

### Кариера
Линда Хънт дебютира в киното, играейки г-жа Волско сърце в „Попай“ (1980). Тя изобрази мъжкия герой Били Куан в „Година на опасен живот“ (1982), за което спечели Оскар за най-добра поддържаща женска роля, като стана първият актьор, спечелил Оскар за изобразяване на герой от противоположния пол. Хънт се появява и във филми като „Дюн“ (1984), „Силвърадо“ (1985), „Ченге в детска градина“ (1990), „Покахонтас“ (1995) и други.
Хънт има успешна кариера в телевизията и в работата с глас зад кадър, по-специално като разказвач на поредицата видеоигри „Бог на войната“, посветена на древногръцката митология. От 1997 до 2002 г. тя играе роля на съдия Зоуи Хилър в „Практиката“ и играе командир Чено в научнофантастичния сериал „Космически рейнджъри“. Започвайки от 2009 г. тя играе Хенриета „Хети“ Ланге в телевизионния сериал на „NCIS: Los Angeles“, роля за която получава две награди „Teen Choice Awards“.

### Личен живот
Като тийнейджър Хънт е диагностициранa с Дефицит на растежен хормон (джудже), тя е висока 4 фута и 9 инча (145 см). 
Линда Хънт има връзка с психотерапевтката Карън Клайн  от 1978 г. Двете се женят през 2008 г. 
Хънт е посланик на Обществото на най-добрите приятели на животните. 

## Избрана филмография
| Година | Филм                     | Оригинално заглавие   | Роля           | Режисьор      |
| ------ | ------------------------ | --------------------- | -------------- | ------------- |
| 1984   | Дюн                      | Dune                  | Shadout Mapes  | Дейвид Линч   |
| 1990   | Ченге в детската градина | Kindergarten Cop      | г-жица Шловски | Айвън Райтман |
| 2005   | Твоите, моите и нашите   | Yours, Mine and Ours  | Г-жа Мъниън    | Раджа Госнел  |
| 2006   | Не може да бъде!         | Stranger than Fiction | психиатър      | Марк Форстър  |